# 藤沢市立鵠沼小学校
藤沢市立鵠沼小学校（ふじさわしりつ くげぬましょうがっこう）は、神奈川県藤沢市本鵠沼にある公立小学校。

## 沿革
出典
- 1872年7月12日 - 鵠沼学舎、鵠沼普門寺脇の寺の物置を校舎に開設。当初は習字だけ。
- 1877年5月22日 - 鵠沼学舎、校舎が新築され、第87番小学鵠沼学校と改称。訓導久木元寿、助教3、生徒133名。
- 1892年4月29日 - 第87番小学鵠沼学校、尋常鵠沼小学校と改称（勅令第215号改正小学校令）。
- 1895年9月1日 - 尋常補習科開設。
- 1902年4月1日 - 尋常鵠沼小学校、尋常補習科を廃して高等科を併設し、鵠沼村立尋常高等鵠沼小学校となる。
- 1908年4月1日 - 町村合併により、鵠沼村立尋常高等鵠沼小学校、藤沢町立尋常高等鵠沼小学校となる。
- 1913年6月20日 - 普門寺の向かい側に校舎を新築、現在地に移転。
- 1923年9月1日 - 関東大震災により校舎倒壊。仮設校舎にて学習。
- 1925年3月 - 関東大震災により倒壊した新校舎落成。
- 1933年11月14日 - 鵠沼尋常高等小学校の高等科が藤沢高等小学校に統合され、藤沢町立鵠沼尋常小学校と改称。
- 1937年4月1日 - 鵠沼尋常小学校、新校名＝藤沢町立第三尋常小学校を採用。
- 1940年10月1日 - 市制施行により、藤沢市立第三尋常小学校となる。
- 1941年4月1日 - 藤沢市立第三尋常小学校、藤沢市立第三国民学校と改称。
- 1946年7月14日 - 第三国民学校にて鵠洋国民学校分離告別式。校区を分離。
- 1947年
  - 5月1日 - 国民学校、新制の小学校に切り替えられる。藤沢市立第三国民学校、藤沢市立鵠沼小学校（現校名）となる。
  - 5月5日 - 新制の藤沢市立第一中学校・藤沢市立鵠沼中学校（鵠沼小学校の一部を借りて）発足。
- 1952年10月10日 - 創立80周年記念式挙行。校歌（作詞：高橋掬太郎/作曲：江口夜詩）制定。
- 1953年
  - 4月21日 - 火災により本館・宿直室・仕丁室・給食調理場等の大半を焼失。
  - 7月 - 新館大教室竣工。
- 1954年7月12日 - 本館・給食調理場・宿直室・便所、5月に竣工し、開校記念日を期し、竣工式を挙行。
- 1966年5月13日 - 屋内体育館落成。付随校地拡張。
- 1968年3月2日 - 鉄筋3階建北校舎8教室完成。
- 1970年11月  - ポテンコ山完成。
- 1970年12月9日 - 鉄筋4階建北校舎8教室完成。
- 1972年7月11日 - 創立100周年記念式挙行。
- 1973年7月 - プール完成。
- 1984年3月30日 - 鉄筋4階建て南校舎完成。普通教室16、特別教室5。
- 1996年12月20日 - モデルトイレ改修工事完成。
- 1999年9月 - 空き教室を活用した「ぽてんこ児童クラブ」開設。
- 2001年3月8日 - 運動場改修工事完成。飼育小屋完成。

## 通学区域
出典
- 鵠沼神明
  - 2丁目
  - 3丁目一部
  - 4丁目一部
  - 5丁目一部
- 鵠沼桜ヶ丘
  - 1丁目一部
  - 4丁目
- 本鵠沼
  - 1丁目
  - 2丁目
  - 3丁目一部
  - 4丁目一部
  - 5丁目
- 南藤沢
  - 一部
- 鵠沼花沢町
  - 一部
- 鵠沼橘
  - 1丁目
  - 2丁目
- 辻堂元町
  - 6丁目一部

## 進学先
出典
- 藤沢市立鵠沼中学校 - 多くの卒業生の進学先
- 藤沢市立第一中学校 - 一部の卒業生の進学先

## 著名な出身者

### 卒業生
- 今井達夫 - 小説家。
- 内田進 - 三井住友海上きらめき生命保険社長
- 葉山峻 - 藤沢市名誉市民。第10代～第15代藤沢市市長。元衆議院議員。
- 浅場佳苗 - （シンガーソングライター、レイズイン）

### 一時在籍者
- 中島誠之助
- 中居正広

## ポテンコ山
高さ約4メートルの滑り台やヒューム管のトンネルを有する山の形をした大型遊具。PTAが中心となり約126万円の資金を基に1970年2月頃に着工し、11月に完成。現在の入口の表記は「ぽてんこやま」。ポテンコ山の名称は、公募で選ばれた児童のペットの名称が由来といわれている。経年劣化等により2019年7月に閉鎖されたが、鵠沼おやじパトロール隊を中心として改修に向けて活動した。2021年5月には、解禁となった。

## 鵠沼おやじパトロール隊
鵠沼おやじパトロール隊(KFP: Kugenuma Father's Patrol)とは、平成16年7月に鵠沼小学校で結成されたおやじの会。鵠沼中学校、鵠洋小学校でも組織が結成されている。 

## 交通
出典

### JR
- 東海道本線藤沢駅より徒歩15分

### 私鉄
- 小田急江ノ島線本鵠沼駅より徒歩15分

### バス
藤沢駅北口より辻堂団地行きまたは鵠沼車庫行き江ノ電バス「鵠沼小学校前」停留所から近い。